# اتحادیه (جنگ داخلی آمریکا)

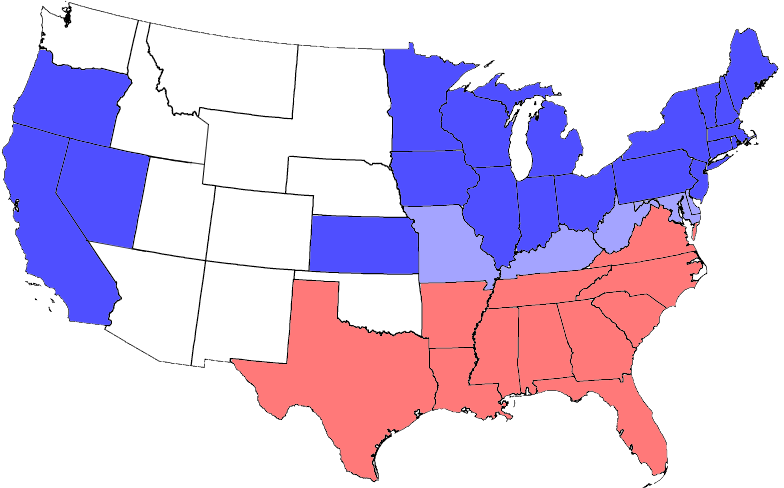
نقشه سیاسی آمریکا در حین جنگ داخلی. ایالت‌های جنوبی، با رنگ قرمز و ایالت‌های شمالی با رنگ آبی نشان داده شده‌اند. رنگ آبی کمرنگ، برای ایالت‌های شمالی است که هنوز برده‌داری را ممنوع نکرده بودند و ایالاتی که هنوز عضو ایالات متحده نبودند، با رنگ سفید نشان داده می‌شوند.جنگی بین اتحادیه و ائتلاف که با پیروزی اتحادیه به پایان رسید.

ایالت‌های شمالی (یا اتحادیه) اصطلاحی است که در جریان جنگ داخلی آمریکا به ایالاتی گفته می‌شد که تحت رهبری آبراهام لینکلن از حزب جمهوری‌خواه؛ علیه ایالات جنوبی یا ایالات مؤتلفه آمریکا به رهبری جفرسن دیویس می‌جنگیدند.

این اتحادیه شامل ۲۳ ایالتی بود که ریاست جمهوری آبراهام لینکلن را پس از انتخابات ریاست جمهوری ۲۰ سپتامبر ۱۸۶۰ به رسمیت شناختند.

## وضعیت اجتماعی ایالات شمالی
ایالات شمالی با جمعیتی بالغ بر ۲۲ میلیون نفر نیمهٔ پرجمعیت کشور تجزیه‌شدهٔ ایالات متحده بودند. مردم این بخش عمدتاً به دلیل کمبود زمین‌های مساعد برای کشاورزی، اکثراً صنعتگر، تاجر و بانکدار بودند و نظام اقتصادی سرمایه‌داری حاکم بر این مناطق بود. در این مناطق کارگران در قبال دریافت مزد از کارفرما و به اختیار خود به کار مشغول می‌شدند. همچنین نظام آموزشی متجددی در ایالات شمالی ایجاد شده بود. در سایهٔ همین عوامل این بخش از کشور حامی لغو نظام برده‌داری در آمریکا شد.